# Sabu (luchador)
Terrance «Terry» Michael Brunk (Detroit, Míchigan, 12 de diciembre de 1964 - 11 de mayo de 2025)fue un luchador profesional estadounidense, conocido por el nombre de Sabu. Gran parte de su carrera la pasó en la empresa Extreme Championship Wrestling, donde se hizo famoso. También luchó en la World Wrestling Entertainment y en varias empresas independientes.
Entre sus logros destacan el ser cinco veces Campeón Mundial al obtener en dos ocasiones el Campeonato Mundial de la ECW, una vez el XPW World Heavyweight Championship, una vez el NWA Independent World Heavyweight Championship y una vez el Campeonato Mundial Peso Pesado de la NWA. También destacan sus tres reinados como Campeón Mundial en Parejas de la ECW, un reinado como Campeón FTW Peso Pesado de la ECW, un reinado como Campeón Televisivo de la ECW y un reinado como Campeón IWGP de peso Junior.

## Carrera

### Extreme Championship Wrestling (1993-1995)

#### 1991-2000
En estos diez años que Sabu estuvo en la ECW fue 2 veces campeón. Uno de ellos ocurrió cuando ganó a Terry Funk el cual iba acompañado de King Kong Bundy. Sabu iba acompañado de Road Warrior Hawk en December to Dismember 1993 y el otro título en una función de ECW. También ganó el título de parejas de ECW junto a Rob Van Dam y tuvo fuertes rivalidades con Tazz, Terry Funk, Shane Douglas, The Sandman, Rob Van Dam y Chris Candido.

### Otras empresas

#### 2002
Sabu también fue a empresas como ROH, OHV, NWA, XPW. En ellas no dio a lucir toda su habilidad porque éstas sólo le hacían contratos temporales.

### Total Nonstop Action Wrestling (2002-2005)

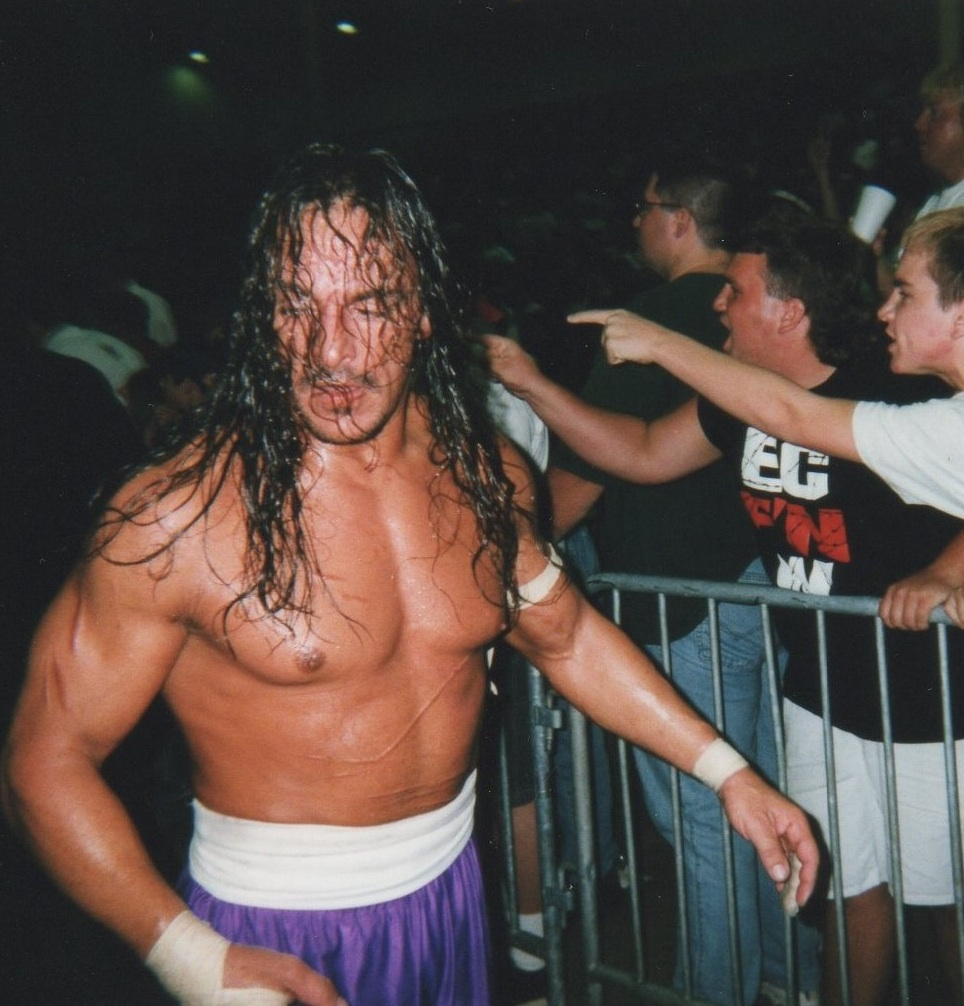
Sabu en la ECW en 1998.

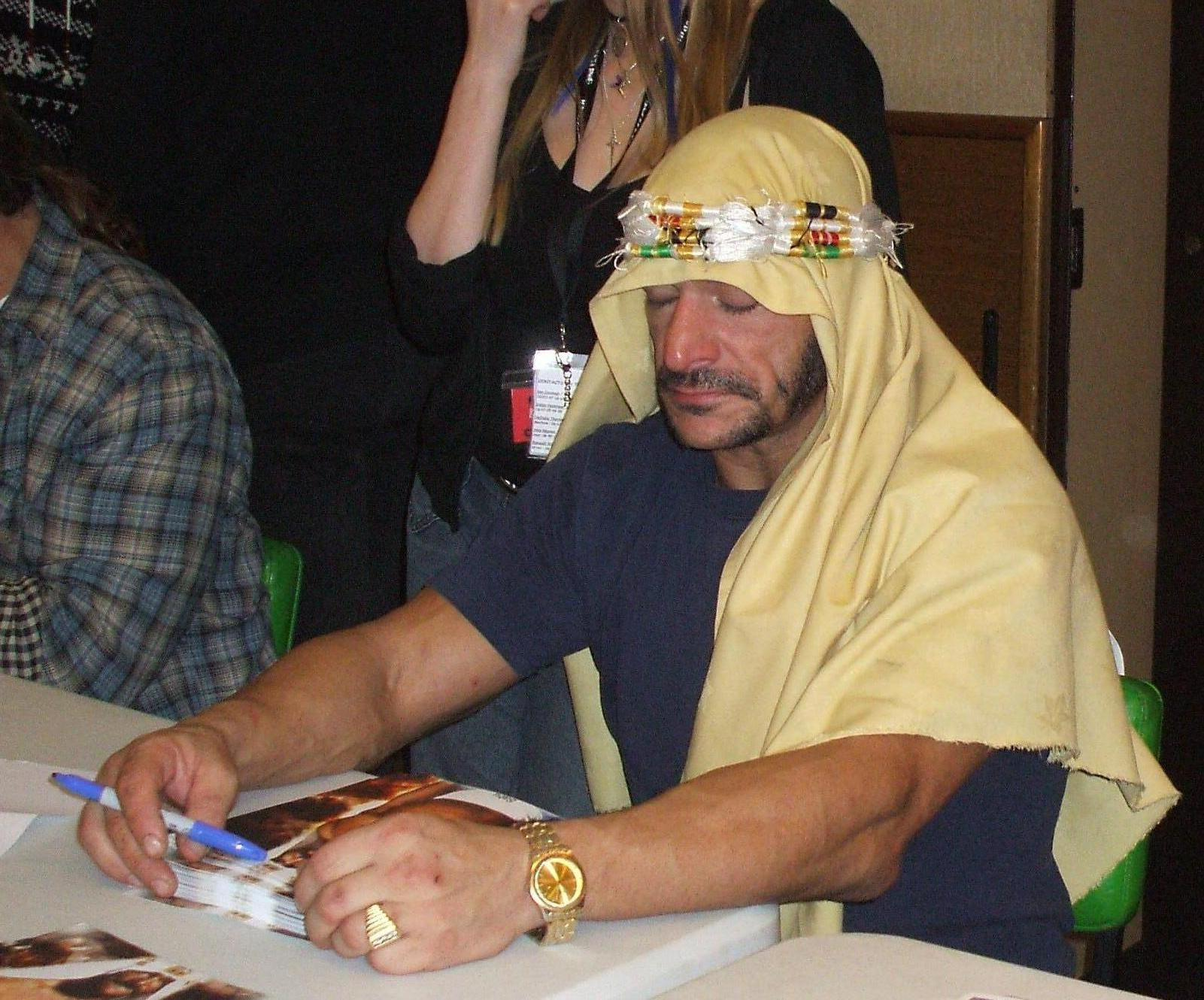
Sabu en una firma de autógrafos.

Durante su estancia en esta empresa se lució, a pesar de ello no pudo tener ningún campeonato, aunque hizo unas magníficas luchas en parejas con Rhyno, Jeff Hardy, Abyss y AJ Styles. También luchó en triples amenazas, ladder match, barber wire, hardcore y cage match. El mejor feudo en la TNA de Sabu fue contra Jeff Hardy y con Abyss.
También participó en el Bound for Glory donde perdió un Fatal 4 Way contra Jeff Hardy, Abyss y Rhyno cuando Rhyno cubrió a Jeff y Sabu llegó tarde a quitarle de encima de Jeff.

### World Wrestling Entertainment (2006-2007)
El 12 de junio de 2005 se enfentó a Rhyno en el evento ECW One Night Stand acompañado de Bill Alfonso ganando el combate con ayuda de Rob Van Dam. El 11 de junio del 2006 se enfrentó a Rey Mysterio en un Extreme Rules match, por el Campeonato Mundial de la WWE, la pelea terminó en empate. Después anunció que había firmado un contrato por un año con WWE. El 13 de junio ganó una Extreme Battle Royal en el primer ECW on SciFi ganando la oportunidad de enfrentar a John Cena en Vengeance. En Vengeance Cena derrotó a Sabu en una Extreme Lumberjack. 
El 2 de julio fue arrestado junto a Rob Van Dam por posesión de drogas por lo que fue suspendido, sin embargo, enfrentó a Stevie Richards en Satuday Night's Main Event. Después de su regreso derrotó a Van Dam en una Ladder match ganado la oportunidad de enfrentar a Big Show en SummerSlam. En SummerSlam se enfrentó a Big Show en una Extreme Rules match por el Campeonato Mundial de la ECW. Big Show ganó la lucha, defendiendo así el título.
A fines de 2006, participa en Survivor Series, en el equipo de John Cena, junto a Kane, RVD, Bobby Lashley, enfrentando a Big Show, Finlay, Umaga, Test y MVP, sin embargo fue eliminado por Big Show luego de que le aplicara un Chokeslam pero su equipo ganó la lucha. Más tarde, en ECW ganó una pelea para participar en la Extreme Elimination Chamber en el evento December to Dismember 2006. Sabu fue atacado y fue remplazado por Hardcore Holly. Luchó en WrestleMania 23 junto a Sandman, Rob Van Dam y Tommy Dreamer contra la New Breed ganando la lucha.

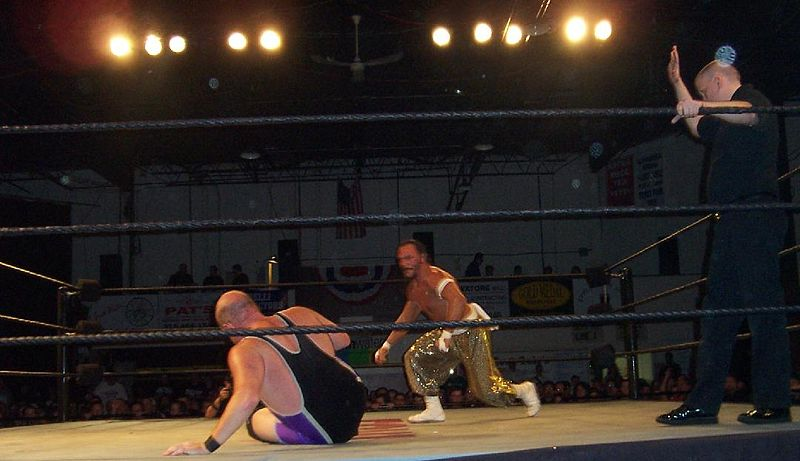
Sabu y CW Anderson en junio de 2006.

El 16 de mayo fue despedido de WWE.

### Circuito independiente (2007-2021)
En los primeros días de julio de 2007, Sabu volvió a la lucha, apareciendo en varios eventos en México para la empresa de lucha AAA, como luchador invitado de la Legión Extrajera, un grupo de luchadores pertenecientes a TNA, en el evento realizado por los 15 años de la Triple A, Triplemania XV.
Apareció también en triple a (AAA) en el evento Guerra de titanes (evento de lucha libre) para luchar por el título de parejas junto con Teddy Hart, lucha que perdieron.
El 23 de marzo apareció en el evento Rey de reyes de la empresa mexicana AAA, donde luchó al lado de figuras como Kenzo Suzuki, Scott Steiner, y electroshock en un combate denominado México Vs Legión Extranjera, el cual ganó esta última, gracias a Scott Steiner.
Su última aparición se produjo durante el evento Lockout de la WWC , en un combate en el que logró derrotar a Steve Corino y a Elijah Burke en una lucha Hardcore.
Sabu volvió a luchar, esta vez en la X-LAW donde enfrentó el 20 de marzo de 2010 a L.A. Park por el Título Mundial X-Law con un nuevo look con la cabeza rapada, perdiendo al caer L.A. Park sobre él después de recibir un sillazo de Super Parka en la cabeza, logrando involuntariamente la cuenta de tres.
Sabu apareció en la AAA como parte de la legión extrangera, atacando y luego aplicando un guillotine leg drop a Dr. Wagner jr. sobre una mesa. Semanas después enfrentó a Dr. Wagner jr. y perdió después de que impactara una mesa al quitarse Wagner y luego este le apicara su Dr. Driver para llevarse la victoria.
Apareció en mayo en el tercer festival Lucha Fan Fest junto con Super Crazy (celebrando su 25 y 20 aniversario como luchadores profesiales respectivamente) enfrentando a La Hermandad Extrema 187 (Joe Lider y Nicho el Millonario), lucha que ganaron los ECW originales después de que Sabu le aplicara un Arabian Skullcrusher sobre una mesa a Joe Lider desde la tercera cuerda y así lograr la cuenta de 3.
También luchó el 30 de octubre de 2010 en la Xtreme Latin American Wrestling (X-LAW) contra Damian 666, porque Nosawa no se pudo presentar quedando el título vacante y luego derrotándole a la bestia del apocalipsis y ganando el Campeonato Internacional de la X-LAW.
EL sábado 29 de octubre de 2011 se presenta en la federación de lucha libre war de ecuador en el evento WAR: All Hallow´s Eve Massacre en una lucha válida por el título Campeonato Mundial Xtremo WAR contra Hades, ganando la pelea sabu.
Después viaja a chile el día 30 de octubre perdiendo el título Campeonato Mundial Xtremo WAR en el evento de XNL: CONTRAATAQUE: GUERRA SANTA en una pelea triple amenaza contra 'El demonio chileno' Hellspawn y Castigador, saliendo el Demonio Hellspawn como ganador.

### Total Nonstop Action Wrestling/Impact Wrestling (2010, 2019)
Sabu, junto a otros luchadores de la ECW, fue contratado por la TNA para participar en el evento  Hardcore Justice, sustituyendo en el Main Event a Shane Douglas en una lucha contra Rob Van Dam, perdiendo Sabu. Tras esto, el 12 de agosto apareció junto a los luchadores de la ECW para una celebración, pero fueron atacados por los miembros de Fortune, empezando EV 2.0 un feudo con Fortune. El 26 de agosto interfirió junto a EV 2.0 en la lucha entre Fortune y Kurt Angle, Jeff Hardy, Mr. Anderson & D'Angelo Dinero, atacando al Campeón de la División X de la TNA Douglas Williams. En No Surrender, Sabu se enfrentó a Williams por el campeonato, pero fue derrotado después de que le pegara con el campeonato. En Bound for Glory, ambos stables se enfrentaron en un Lethal Lockdown match, donde EV 2.0 (Tommy Dreamer, Sabu, Stevie Richards, Raven & Rhino) derrotó a Fortune (A.J. Styles, Kazarian, Robert Roode, James Storm & Matt Morgan), terminando el feudo. El 21 de octubre en Impact! Sabu & Rob Van Dam fueron derrotados por Beer Money, Inc. en una lucha de parejas, después de que Sabu golpeó accidentalmente a Rob Van Dam con una silla. Tras esto, se pactó otra lucha en Turning Point entre EV 2.0 y Fortune, en donde el equipo ganador elegiría un miembro del perdedor para ser despedido. En el evento, Fortune (A.J. Styles, Kazarian, Robert Roode, James Storm & Douglas Williams) derrotó a EV 2.0 (Sabu, Stevie Richards, Brian Kendrick, Raven & Rhino), eligiendo a Sabu para que fuera despedido.
El 8 de febrero de 2019, se reveló que Sabu volvería a TNA, ahora llamado Impact Wrestling en su siguiente PPV , United We Stand. En el evento del 4 de abril de 2019, Sabu se asoció con Rob Van Dam para enfrentar a Lucha Bros (Pentagón Jr. y Fénix).
El 5 de noviembre de 2021, Sabu anunció oficialmente su retiro de la lucha profesional.

### Últimas apariciones
El 24 de mayo de 2023 hizo una aparición especial en AEW Dynamite.
El 18 de abril de 2025, Sabu luchó en su combate de retiro contra Joey Janela, tres semanas antes de su muerte.

## Vida personal
El padre de Sabú era descendiente de Irlandeses y Alemanes mientras que su madre era Libanesa. A sus 19 años de edad, Sabú recibió un disparo en la cara luego de asistir a una fiesta. Después de esta experiencia, comenzó su entrenamiento como luchador profesional después de salir del hospital.
Sabú estuvo casado con una mujer japonesa de nombre Hitomi a quien conoció en Míchigan en 1997. Su matrimonio tuvo lugar el 12 de diciembre de 1998 durante las fechas de la presentación de ECW/FMW Supershow. La pareja se separó y se divorció en 2012. En Forever Hardcore, Sabu reveló de donde vino su nombre de ring al inspirarse en el actor Indo-Estadounidense Sabu del cual su tío Ed Farhat, era fanático. 
En julio de 2016, Brunk fue mencionado en una acción legal contra la WWE por su negligencia en el tema de las Conmociones cerebrales sufridas por varios luchadores durante su estadía en la compañía. La demanda fue litigada por Konstantine Kross, abogado que ha estado ligado a varias demandas en contra de WWE.La demanda fue desestimada por la juez de distrito Vanessa Lynne Bryant en septiembre de 2018.
A mediados de 2010, Brunk comenzó una relación con Melissa Beates quien trabajó como su valet en varias ocasiones hasta su fallecimiento el 23 de junio de 2021 debido a complicaciones derivadas del COVID-19.

## Muerte
Brunk falleció el 11 de mayo de 2025 de un infarto mientras dormía. Aunque varias fuentes reportaron que murió a los 60 años, en su registro de defunción figura que tenía 61.
Tras su muerte, surgió una entrevista a Joey Janela donde admitía que Sabu no estaba en condiciones de tener su lucha de retiro, debido a una dosis del opiáceo kratom que la GCW le recomendó en respuesta a un dolor con el fin de asegurar su participación, y que todavía se veía desorientado durante el espectáculo. La GCW negó que su participación haya sido la causante de su muerte.

## En lucha
- Movimientos finales

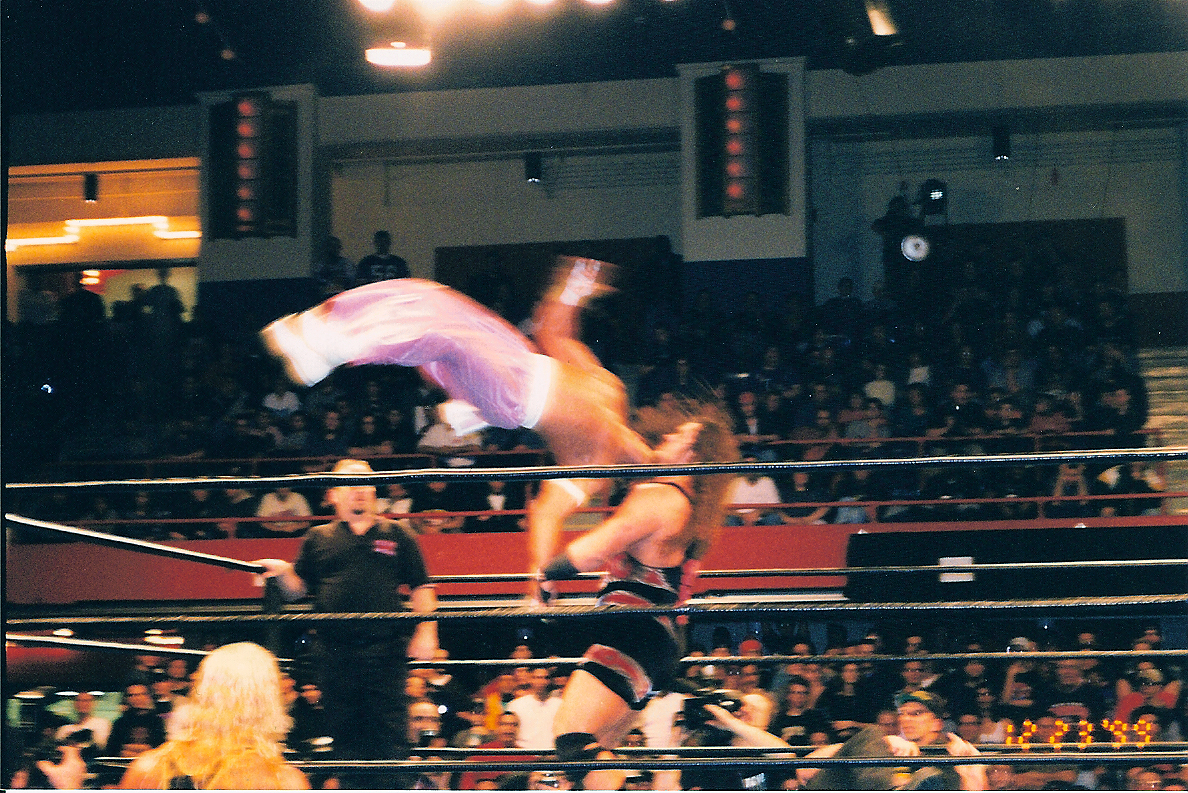
Sabu aplicándole un "Moonsault" a Rhino.

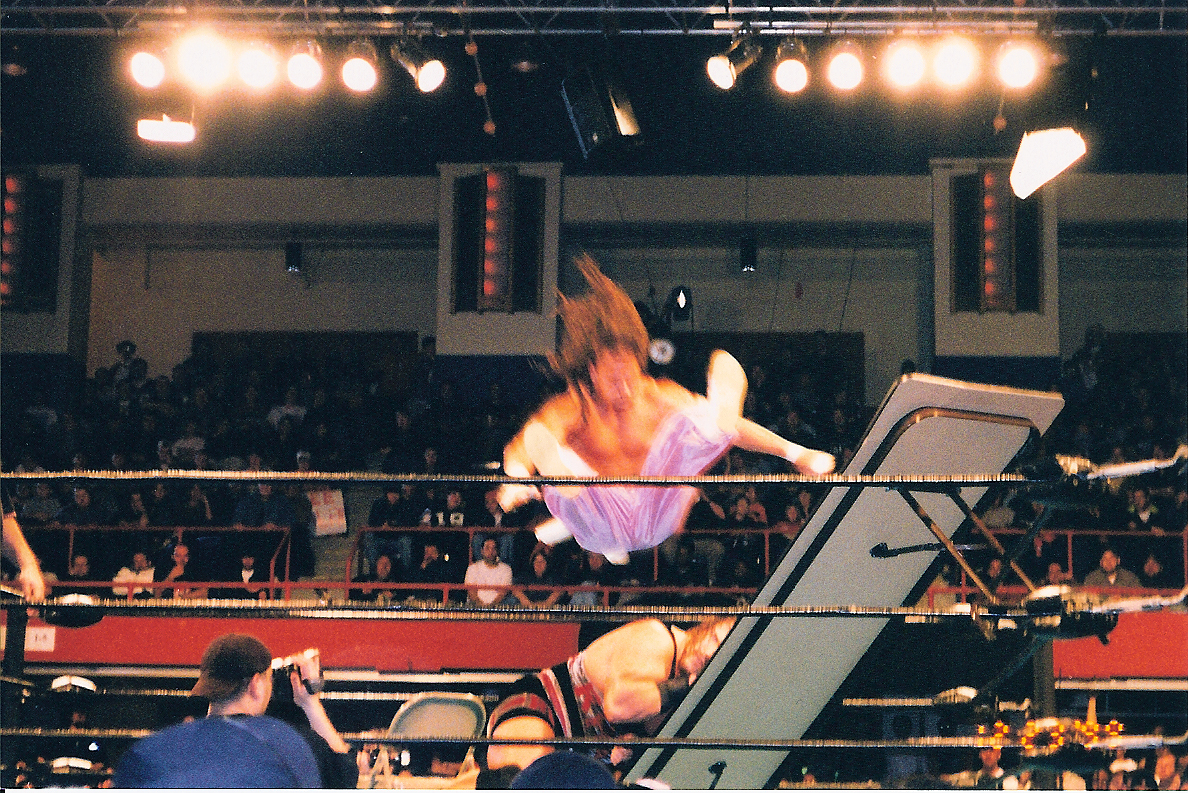
Sabu aplicándole un "Air Sabu" a Rhino contra una mesa.

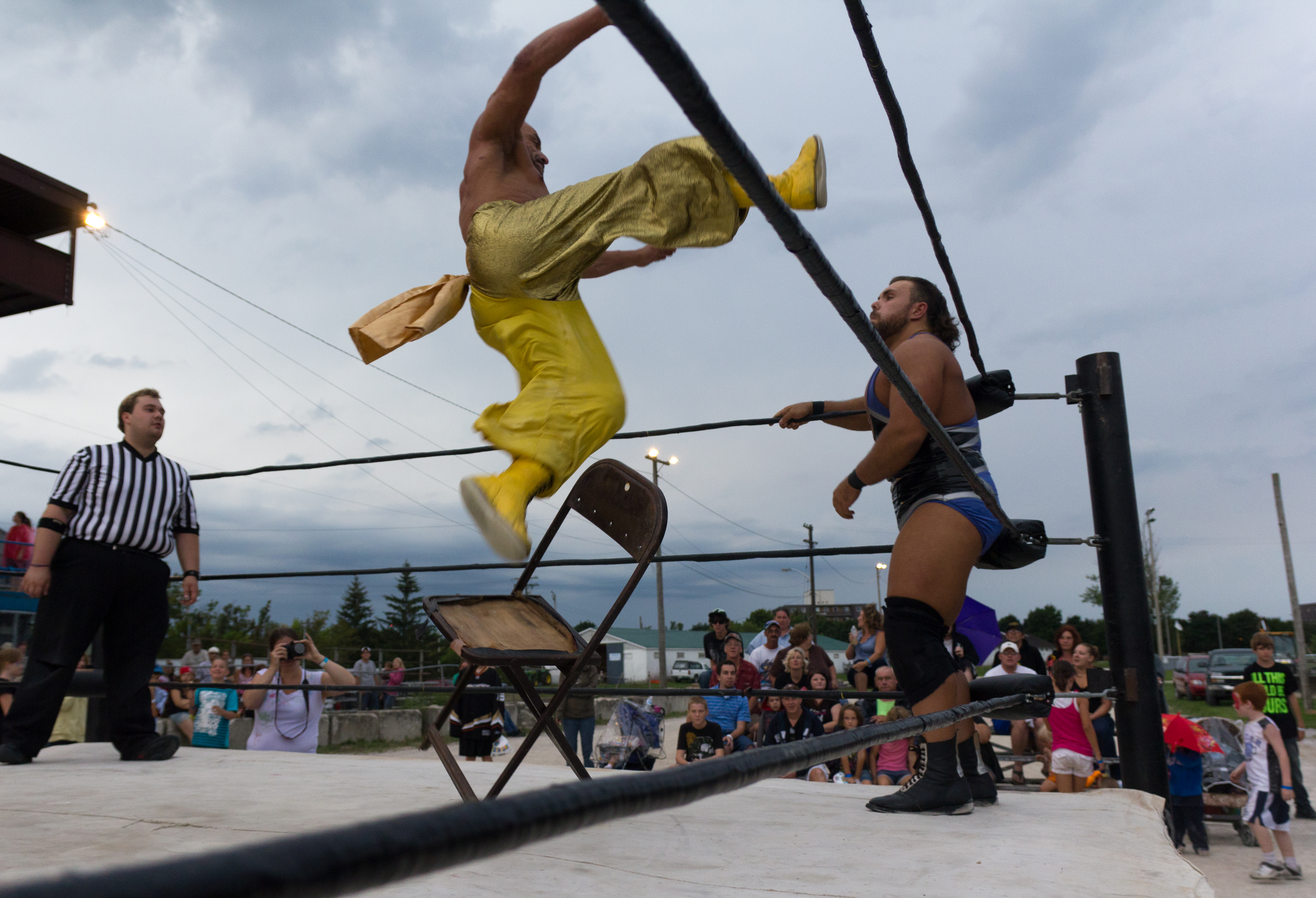
Sabu aplicándole su Air Sabu a Michael Elgin.

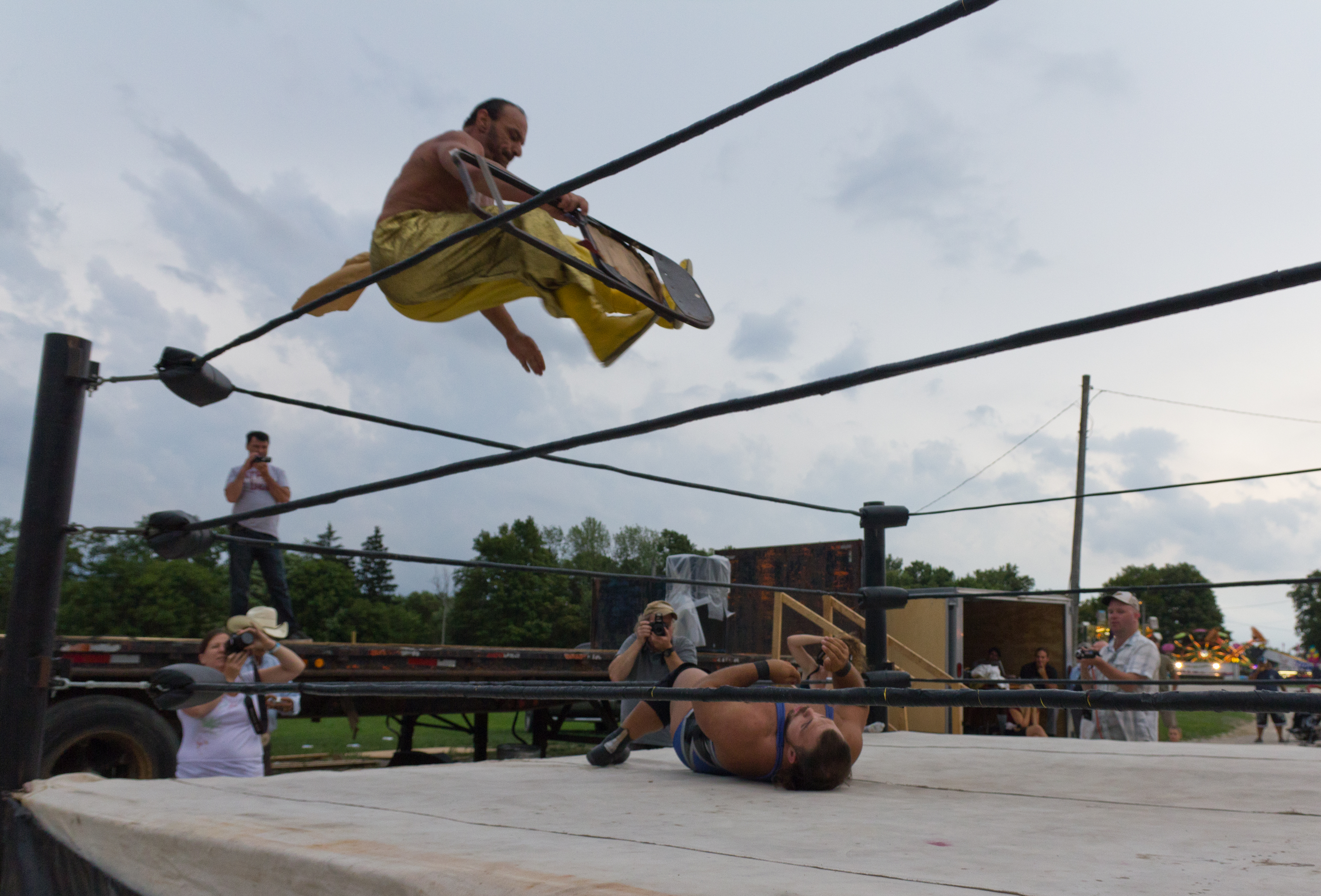
Sabu aplicándole su Arabian Facebuster a Michael Elgin.

  - Arabian Facebuster (Jumping, diving o diving somersault leg drop contra una silla sobre la cara del oponente)
  - Arabian Skullcrusher (Jumping, diving o diving somersault leg drop contra una silla sobre la nuca del oponente)
  - Arabian Clutch (Camel clutch)
  - Triple jump into a moonsault o leg drop

- Movimientos de firma
  - Air Sabu (Running spinning heel kick a un oponente arrinconado, a veces saltando sobre una silla)
  - Arabian Piledriver (Scoop slam piledriver)
  - Guillotine leg drop, a veces desde una posición elevada
  - Varios tipos de moonsault:
    - Arabian Press (Slingshot split-legged)
    - Diving
    - Springboard a un oponente fuera del ring

  - Springboard desde una silla hacia fuera del ring derivado en crossbody, DDT o somersault senton,
  - Springboard derivado en leg lariat, back elbow o tornado DDT
  - Slingshot crossbody
  - Somersault plancha
  - Super frankensteiner
  - Chair shot a la cara del oponente
  - Jumping DDT, a veces contra una silla
  - Slingshot somersault leg drop a veces con sillas
  - Chair launch a la cara del oponente

- Managers

- The Cuban Assassin
- Paul E. Dangerously
- Bill Alfonso
- Josh Lazie
- Rob Van Dam
- The Sheik
- Tammy Lynn Sytch
- Gideon Wainwright
- Shaffee
- The Sandman
- Tommy Dreamer
- Super Genie

- Apodos

- "The Homicidal, Genocidal, Suicidal, Death-Defying Maniac"
- "ECW's Evel Knievel"
- "The Arabian Machine of Destruction"
- "The Crazed Kamikaze"
- "The Human Highlight Reel"
- "The Modern Day Kamikaze"
- "The Death Bringer"

## Campeonatos y logros
- Asylum Championship Wrestling

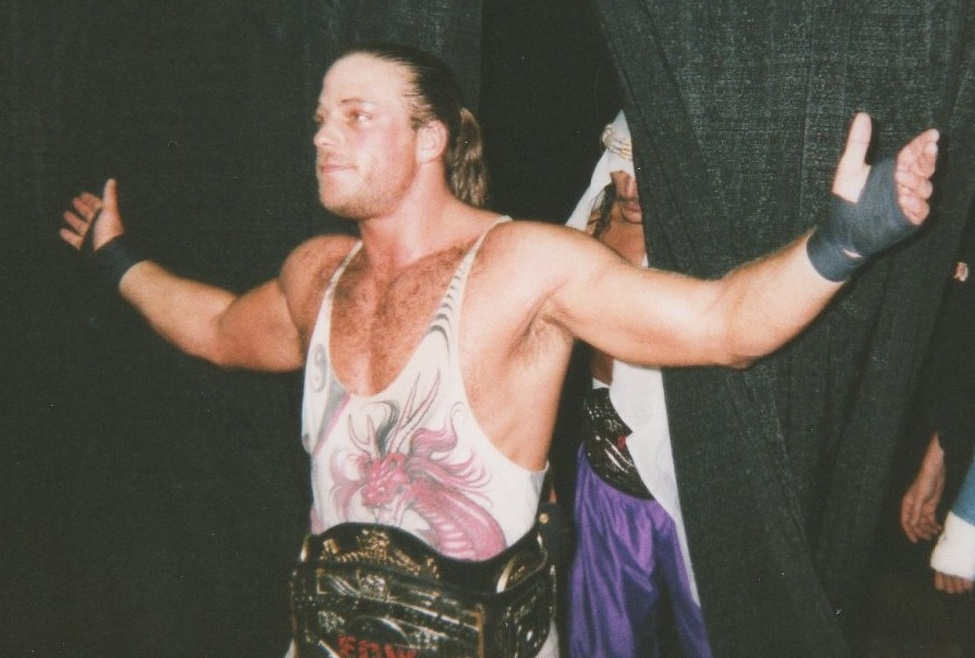
Sabu junto a Rob Van Dam como Campeones Mundiales en Pareja de la ECW.

- ACW Heavyweight Championship (1 vez)

- Border City Wrestling

- BCW Can-Am Heavyweight Championship (1 vez)

- Eastern Championship Wrestling / Extreme Championship Wrestling

- ECW FTW Heavyweight Championship (1 vez)
- ECW Television Championship (1 vez)
- ECW Heavyweight/ECW World Heavyweight Championship (2 veces)
- ECW World Tag Team Championship (3 veces) - con Rob Van Dam (2) y The Tasmaniac (1)

- WAR Wrestling Alliance Revolution

- Campeonato Mundial Xtremo WAR (1 vez)

- Extreme Wrestling Alliance

- EWA Junior Championship (1 vez)

- Frontier Martial Arts Wrestling

- FMW World Martial Arts Tag Team Championship (1 vez) - con Horace Boulder

- Insane Wrestling Federation

- IWF Heavyweight Championship (2 vez)

- Juggalo Championship Wrestling

- JCW Heavyweight Championship (1 vez)

- Main Event Championship Wrestling

- MECW Heavyweight Championship (1 vez)

- Motor City Wrestling

- MCW Heavyweight Championship (1 vez)

- National Wrestling Alliance

- NWA Independent World Heavyweight Championship (1 vez)

- NWA Florida

- NWA World Heavyweight Championship (1 vez)

- National Wrestling Conference

- NWC Heavyweight Championship (2 veces)

- New Japan Pro Wrestling

- IWGP Junior Heavyweight Championship (1 vez)

- Pro Wrestling Holland

- Pro Wrestling Holland Championship (1 vez, actual)

- Professional Championship Wrestling

- PCW Television Championship (1 vez)

- Pro-Pain Pro Wrestling

- 3PW Heavyweight Championship (1 vez)

- Stampede Wrestling

- Stampede Pacific Heavyweight Championship (1 vez)

- Total Nonstop Action Wrestling

- TNA Year End Awards (1 vez)
  - Match of the Year (2005) vs. Abyss, Barbed Wire Massacre on December 11

- Ultimate Championship Wrestling

- UCW Heavyweight Championship (1 vez)

- Universal Wrestling Association

- UWA World Junior Light Heavyweight Championship (1 vez)

- USA Xtreme Wrestling

- USA Pro Heavyweight Championship (2 veces)

- World Wrestling Council

- WWC Hardcore Championship (1 vez)
- WWC Universal Heavyweight Championship (1 vez)
- WWC Bruiser Brody Cup

- World Wrestling Entertainment

- ECW Heavyweight/ECW World Heavyweight Championship (2 veces)

- Wrestling Alliance Revolution

- Campeonato Mundial Extremo de WAR (1 vez)

- Xtreme Latin American Wrestling

- X-LAW Intercontinental Championship (1 vez)

- Xtreme Pro Wrestling

- XPW World Heavyweight Championship (1 vez)

- Pro Wrestling Illustrated
  - Situado en el Nº 389 en los PWI 500 de 1991[22]
  - Situado en el Nº 79 en los PWI 500 de 1992[23]
  - Situado en el Nº 56 en los PWI 500 de 1993[24]
  - Situado en el Nº 12 en los PWI 500 de 1994[25]
  - Situado en el Nº 5 en los PWI 500 de 1995[26]
  - Situado en el Nº 9 en los PWI 500 de 1996[27]
  - Situado en el Nº 34 en los PWI 500 de 1997[28]
  - Situado en el Nº 33 en los PWI 500 de 1998[29]
  - Situado en el N°32 en los PWI 500 de 1999[30]
  - Situado en el N°38 en los PWI 500 de 2000[31]
  - Situado en el N°57 en los PWI 500 de 2001[32]
  - Situado en el N°133 en los PWI 500 de 2002[33]
  - Situado en el N°135 en los PWI 500 de 2003[34]
  - Situado en el N°92 en los PWI 500 de 2006[35]
  - Situado en el N°58 en los PWI 500 de 2007[36]
  - Situado en el Nº250 en los PWI 500 de 2008[37]
  - Situado en el Nº396 en los PWI 500 de 2009[38]
  - Situado en el Nº239 en los PWI 500 de 2011[39]
  - Situado en el Nº304 en los PWI 500 de 2012[40]
  - Situado en el N°86 dentro de los mejores 500 luchadores de la historia - PWI Years, 2003.[41]

- Otros títulos

- USPW Heavyweight Championship (1 vez)